# Breezeblocks
Singles de Alt-J
Matilda
(2012) Tessellate
(2012)
Breezeblocks est le troisième single du groupe anglais Alt-J extraite en 2012 de l'album studio An Awesome Wave. Sortie le 18 mai 2012 sur le label Infectious, la chanson sort en format numérique. La chanson a été écrite par Joe Newman, Gus Unger-Hamilton, Gwilym Sainsbury et Thom Green et produite par Charlie Andrew.

## Liste des pistes
Vinyle 7"
1. Breezeblocks - 3:47
2. Tom Vek's Remix - 3:59

Téléchargement numérique
1. Breezeblocks - 3:47

Téléchargement numérique – Remixes
1. Breezeblocks - 3:47
2. Tom Vek's Remix - 5:18
3. B-Ju Remix - 3:59
4. Rockdaworld Remix - 4:41

## Crédits
- Alt-J (∆) – Chant
- Charlie Andrew – Production
- Joe Newman, Gus Unger-Hamilton, Gwilym Sainsbury, Thom Green – Composition
- Infectious Music – Label

## Classements

### Classements hebdomadaires
| Classement (2012–13)                                    | Meilleure position |
| ------------------------------------------------------- | ------------------ |
| Australie (ARIA)                                        | 41                 |
| Royaume-Uni (UK Singles Chart)                          | 75                 |
| Royaume-Uni (UK Indie Chart)                            | 6                  |
| États-Unis (Billboard "Bubbling Under Hot 100 Singles") | 21                 |
| États-Unis Hot Rock Songs (Billboard)                   | 16                 |
| États-Unis Rock Airplay (Billboard)                     | 26                 |
| États-Unis (Alternative Songs)                          | 9                  |

### Classements de fin d'année
| Classement (2013)                        | Position |
| ---------------------------------------- | -------- |
| États-Unis Hot Rock Songs (Billboard)    | 36       |
| États-Unis Alternative Songs (Billboard) | 29       |

## Historique des sorties
| Pays        | Date        | Format                             | Label            |
| ----------- | ----------- | ---------------------------------- | ---------------- |
| Royaume-Uni | 18 mai 2012 | Téléchargement numérique           | Infectious Music |
| Royaume-Uni | 18 mai 2012 | Téléchargement numérique – Remixes | Infectious Music |